# 보물 찾기 어드벤처 수수께끼 풀기 배틀 TORE!
보물 찾기 어드벤처 수수께끼 풀기 배틀 TORE!(일본어: 宝探しアドベンチャー 謎解きバトルTORE! 다카라사가시아도벤차나조토키바토루토레![*])는 닛폰 TV 방송망에서 방송중인 퀴즈, 버라이어티 프로그램이다.
약칭은 수수께끼 풀기 배틀 TORE! 또는 TORE!이며, 캐치 카피는 잡히는 것이라면 잡아봐라!이다.
제목 로고와 BGM은 인디애나 존스를 모티브로 하고있다.

## 개요
2010년 4월 21일부터 2011년 3월 9일까지 동시간대에서 《밀실 수수께끼 풀기 버라이어티 탈출 게임 DERO!》가 방송되고 있었지만, 2011년 3월 11일 동일본 대지진이 발생하여, DERO!의 게임 내용에 지진 피해와 쓰나미를 연상시키는 연출이 포함되어 있었기 때문에, 3월 16일 이후 방송이 중단됐다. 결국 3월 9일 방송을 마지막으로 종영이 되었으며, 이 프로그램으로 리뉴얼되었다.